# نورة العقيلي
نورة العقيلي ممثلة عراقية شاركت في عدد من الأعمال الفنية، من أبرزها مسلسل أمر إخلاء ومسلسل عذراء.

## أعمالها
| سنة الإنتاج | العنوان        | بمشاركة                                                  |
| ----------- | -------------- | -------------------------------------------------------- |
| 2019        | عذراء          | شجون الهاجري، هيفاء حسين، أحمد إيراج، سماح زيدان         |
| 2020        | أمر إخلاء      | عبد الله التركماني، فوز الشطي، في الشرقاوي، يوسف البلوشي |
| 2020        | بين أنف وشفتين |                                                          |